# Fäbodsjön (Torsåkers socken, Gästrikland)
Fäbodsjön är en sjö i Hofors kommun i Gästrikland och ingår i Gavleåns huvudavrinningsområde. Sjön har en area på 0,19 kvadratkilometer och ligger 101 meter över havet.

## Delavrinningsområde
Fäbodsjön ingår i det delavrinningsområde (670177-153920) som SMHI kallar för Mynnar i Gammelstillaån. Medelhöjden är 119 meter över havet och ytan är 2,44 kvadratkilometer. Det finns inga avrinningsområden uppströms utan avrinningsområdet är högsta punkten. Vattendraget som avvattnar avrinningsområdet har biflödesordning 4, vilket innebär att vattnet flödar genom totalt 4 vattendrag innan det når havet efter 74 kilometer. Avrinningsområdet består mestadels av skog (71 procent) och jordbruk (11 procent). Avrinningsområdet har 0,19 kvadratkilometer vattenytor vilket ger det en sjöprocent på 7,8 procent.